# Маршенвіль
Маршенві́ль (фр. Marchainville) — колишній муніципалітет у Франції, у регіоні Нормандія, департамент Орн. Населення — 197 осіб (2011).
Муніципалітет був розташований на відстані близько 120 км на захід від Парижа, 110 км на південний схід від Кана, 60 км на схід від Алансона.

## Історія
До 2015 року муніципалітет перебував у складі регіону Нижня Нормандія. Від 1 січня 2016 року належав до нового об'єднаного регіону Нормандія.
1 січня 2016 року Маршенвіль, Ла-Ланд-сюр-Ер, Лонні-о-Перш, Малетабль, Монсо-о-Перш, Мулісан, Неї-сюр-Ер i Сен-Віктор-де-Рено було об'єднано в новий муніципалітет Лонні-ле-Віллаж.

## Демографія
Динаміка населення (Insee ):
Розподіл населення за віком та статтю (2006):
| Стать | Всього | До 15 років | 15-24 | 25-44 | 45-64 | 65-85 | Понад 85 |
| --- | ------ | ----------- | ----- | ----- | ----- | ----- | -------- |
| Чоловіки | 107    | 12          | 16    | 20    | 20    | 31    | 8        |
| Жінки | 116    | 19          | 0     | 27    | 12    | 50    | 8        |
| \| Статево-вікова піраміда \| Статево-вікова піраміда \| Статево-вікова піраміда \| \| ----------------------- \| ----------------------- \| ----------------------- \| \| Чоловіки \| Вік \| Жінки \| \| 8 \| 85 + \| 8 \| \| 4 \| 80-84 \| 12 \| \| 4 \| 75-79 \| 8 \| \| 15 \| 70-74 \| 15 \| \| 8 \| 65-69 \| 15 \| \| 4 \| 60-64 \| 0 \| \| 4 \| 55-59 \| 8 \| \| 8 \| 50-54 \| 0 \| \| 4 \| 45-49 \| 4 \| \| 4 \| 40-44 \| 4 \| \| 0 \| 35-39 \| 4 \| \| 4 \| 30-34 \| 4 \| \| 12 \| 25-29 \| 15 \| \| 12 \| 20-24 \| 0 \| \| 4 \| 15-20 \| 0 \| \| 0 \| 10-14 \| 4 \| \| 4 \| 5-9 \| 0 \| \| 8 \| 0-4 \| 15 \| |        |             |       |       |       |       |          |
| Статево-вікова піраміда |        |             |       |       |       |       |          |
| Чоловіки | Вік    | Жінки       |       |       |       |       |          |
| 8 | 85 +   | 8           |       |       |       |       |          |
| 4 | 80-84  | 12          |       |       |       |       |          |
| 4 | 75-79  | 8           |       |       |       |       |          |
| 15 | 70-74  | 15          |       |       |       |       |          |
| 8 | 65-69  | 15          |       |       |       |       |          |
| 4 | 60-64  | 0           |       |       |       |       |          |
| 4 | 55-59  | 8           |       |       |       |       |          |
| 8 | 50-54  | 0           |       |       |       |       |          |
| 4 | 45-49  | 4           |       |       |       |       |          |
| 4 | 40-44  | 4           |       |       |       |       |          |
| 0 | 35-39  | 4           |       |       |       |       |          |
| 4 | 30-34  | 4           |       |       |       |       |          |
| 12 | 25-29  | 15          |       |       |       |       |          |
| 12 | 20-24  | 0           |       |       |       |       |          |
| 4 | 15-20  | 0           |       |       |       |       |          |
| 0 | 10-14  | 4           |       |       |       |       |          |
| 4 | 5-9    | 0           |       |       |       |       |          |
| 8 | 0-4    | 15          |       |       |       |       |          |

## Економіка
2010 року серед 129 осіб працездатного віку (15—64 років) 88 були активними, 41 — неактивною (показник активності 68,2%, у 1999 році було 61,5%). З 88 активних мешканців працювали 73 особи (44 чоловіки та 29 жінок), безробітними було 15 (12 чоловіків та 3 жінки). Серед 41 неактивної 6 осіб було учнями чи студентами, 21 — пенсіонерами, 14 були неактивними з інших причин.

У 2010 році в муніципалітеті числилось 97 оподаткованих домогосподарств, у яких проживали 216,0 особи, медіана доходів виносила 16 120 євро на одного особоспоживача